# My Little Pony: Новое поколение
«My Little Pony: Новое поколение» (англ. My Little Pony: A New Generation) — компьютерно-анимационный музыкальный комедийный фильм 2021 года, режиссёров Роберта Каллена и Хосе Уче и продюсеров Сесила Крамера и Питера Льюиса, основанный на линейке игрушек от компании Hasbro «My Little Pony». Фильм стал началом пятого поколения франшизы.
В озвучивании фильма принимали участие Ванесса Хадженс, Кимико Гленн, Джеймс Марсден, София Карсон и Лиза Коши. Действие нового поколения происходит спустя годы после событий «Дружбы — это чудо», в эпоху отсутствия магии, когда история Сумеречной Искорки и ее друзей стала простой легендой, а три вида пони земные пони, пегасы и единороги разошлись, живя отдельно друг от друга в паранойе и недовериях. Фильм повествует о Санни Старскаут, земной пони, которая после встречи с единорогом Иззи Мунбоу отправляется на поиски, чтобы воссоединить все три вида пони и вернуть магию на землю.
Изначально фильм должен был выпуститься в кинотеатрах и распространяться Paramount Pictures, но вместо этого фильм был выпущен в большинстве стран на Netflix 24 сентября 2021 года из-за пандемии коронавируса, но в то же время он все ещё был показан в нескольких странах Азии. Фильм получил в основном положительные отзывы критиков за его послание, анимацию, озвучку и музыку, хотя его темп и сюжет подвергались некоторой критике, и он стал самым просматриваемым фильмом на платформе Netflix в октябре 2021 года. В настоящее время студия Atomic Cartoons разрабатывает мультсериал, который выйдет на Netflix 26 сентября 2022 года.

## Сюжет
В городке земных пони Залив Мэритайм Аргайл рассказывает своей маленькой дочери Санни Старскаут сказки о старой Эквестрии, когда земные пони, пегасы и единороги жили вместе, но большинство других земных пони верят, что всё это сказки, и вместо этого выросли в страхе перед другими расами пони. Санни надеется, что три расы смогут подружиться.
Спустя годы, Санни продолжает пытаться изменить мнение других земных пони, намеренно разрушая демонстрацию технологий борьбы с пегасами и единорогами. Хитч, друг детства Санни и шериф залива Мэритайм, оттаскивает её и готовится отправить домой, когда внезапно в город входит единорог. В то время как большинство земных пони разбегаются, Санни дружится с новым единорогом по имени Иззи Мунбоу и быстро отводит её в свой дом, чтобы спрятаться от Хитча и его заместителя Спраута. Санни узнает от Иззи, что у единорогов нет никакой магии, и решает пойти с Иззи в Зефирные горы, город пегасов, чтобы посмотреть, смогут ли они восстановить магию единорогов и помочь воссоединить племена пони. Они уклоняются от Хитча и бегут из города, и Хитч оставляет Спраута за главного, пока он преследует их. С уходом Хитча Спраут начинает жажду власти, превращая пони из Приморского залива во враждебную толпу, и завод его матери начинает строить гигантскую военную машину, чтобы подготовиться к возможному вторжению.
Когда Санни и Иззи приближаются к Зефирным горам, их ловят охранники и отправляют на встречу с королевой Покой и её двумя дочерьми, Пипп Петалс и Зипп Шторм. Когда Санни начинает спрашивать о магии, Покой повелевает их отправить в темницу для дальнейшего допроса. Зипп тайно навещает их там и говорит, что у пегасов тоже нет магии, чтобы летать, и помогает им сбежать, чтобы показать им заброшенный аэропорт, у которого есть свидетельства того что, когда-то земные пони и единороги были друзьями. Затем они отправляются в Зефирные горы. Санни видит стеклянное окно, на котором есть два кристалла, один из них в короне королевы Покой который поможет соединиться вместе и вернуть магию. Все трое придумывают план кражи короны во время демонстрации Пипп ночью, но когда также прибывает Хитч, серия глупостей заставляет королевскую семью раскрыть всей публике свою не способность летать. Покой арестовали, и Пипп вынуждена бежать из Зефирных гор вместе с Санни, Иззи и Зипп, чтобы найти кристалл единорога в доме Иззи в Гривландии, причем Хитч сначала следовал за ними, только чтобы убедиться, что Санни сразу же вернется домой.
В Гривландии Иззи помогает замаскировать группу под единорогов, прежде чем они встретят Алфабиттла, владельца чайного магазина, у которого есть кристалл единорога. Санни бросает вызов Алфабиттлу на танцевальное соревнование, и ей удается победить, но на праздновании победы она теряет маскировку. Когда группа убегает с двумя кристаллами, они сталкиваются с королевой Покой, которая сбежала сама. Санни и Иззи пытаются соединить два кристалла, но им ничего не удается. Расстроенная, Санни возвращает кристаллы и возвращается домой с Хитчем.
В своем доме она собирает свои детские игрушки, когда она обнаруживает, что в ее лампе есть третий кристалл, который совпадает с двумя другими. Когда она мчится, чтобы сказать Хитчу, они обнаруживают, что Спраут повернул весь город на свою сторону и пилотирует свою боевую машину. Санни и Хитч возвращаются к ней домой, в это же время прибывают Иззи, Пипп, Зипп, Покой и Алфабиттл. Собирая два других кристалла, Санни, Иззи и Пипп пытаются собрать их вместе, в то время как Хитч и Зипп удерживают машину Спраута. Хотя Филлис, мама Спраута, вмешивается и говорит ему прекратить его выходки но, её предупреждения уже были слишком поздно, поскольку машина разрушает дом Санни и средства для соединения кристаллов. Осматривая обломки, Санни понимает, что, несмотря на неудачу, три племени пони с тех пор объединились и преодолели свои враждебные действия. При этом три кристалла начинают светиться, Санни поднимается воздух и становится аликорном, восстанавливая магию по всей земле. Санни и ее новые друзья наблюдают, как земные пони, единороги и пегасы вместе убирают беспорядок Спраута и начинают новую жизнь на земле.

## Роли озвучивали
| Персонаж           | Актёр                          | Актёр дубляжа [значимость факта?]      |
| ------------------ | ------------------------------ | -------------------------------------- |
| Санни Старскаут    | Ванесса Хадженс                | Мария Иващенко                         |
| Иззи Мунбоу        | Кимико Гленн                   | Ольга Шорохова Эльмира Диваева (вокал) |
| Пипп Петалс        | София Карсон                   | Саша Капустина                         |
| Хитч Трейлблейзер  | Джеймс Марсден                 | Иван Калинин Иван Коряковский (вокал)  |
| Зипп Шторм         | Лайза Коши                     | Татьяна Шитова                         |
| Филлис Кловерлиф   | Элизабет Перкинс               | Ольга Зубкова                          |
| Королева Хейвен    | Джейн Краковски                | Юлия Горохова                          |
| Спраут Кловерлиф   | Кен Джонг Алан Шмаклер (вокал) | Прохор Чеховской Jony (вокал)          |
| Альфабиттл         | Фил Ламарр                     | Андрей Гриневич                        |
| Аргайл Старшайн    | Майк Маккин                    | Глеб Глушенков                         |
| Сумеречная Искорка | Тара Стронг                    | Юлия Горохова                          |
| Эпплджек           | Эшли Болл                      | Татьяна Шитова                         |
| Радуга Дэш         | Эшли Болл                      | Татьяна Шитова                         |
| Флаттершай         | Андреа Либман                  | Татьяна Шитова                         |
| Пинки Пай          | Андреа Либман                  | Элиза Мартиросова                      |
| Рарити             | Табита Сен-Жермен              | Алёна Созинова                         |
| Дэззл Фэзер        | Хезер Лэнгенкэмп               | Алёна Созинова                         |
| Вингс              | Роберт Каллен                  | Глеб Глушенков                         |
| Тутс               | Артуро Эрнандес                | Глеб Глушенков                         |
| Джаспер            | Артуро Эрнандес                | Михаил Тихонов                         |
| Плюх               | Артуро Эрнандес                | Михаил Тихонов                         |
| Вжух               | Джиллиан Берроу                | Лина Иванова                           |

Дополнительные голоса[значимость факта?]: Андрей Арчаков, Андрей Гриневич, Василиса Воронина, Глеб Глушенков, Михаил Тихонов, Ольга Зубкова, Ольга Шорохова, Прохор Чеховской, Элиза Мартиросова и Максим Маминов.
Мультфильм дублирован[на какой язык?] на студии «SDI Media Russia» по заказу кинокомпании «Централ Партнершип» в 2021 году.
- Режиссёр дубляжа — Андрей Гриневич[источник не указан 520 дней][значимость факта?]
- Переводчик — Екатерина Шаталова[источник не указан 520 дней][значимость факта?]

## Производство

### Разработка
В феврале 2019 года стало известно, что Hasbro разрабатывает новый компьютерный анимационный художественный фильм по франшизе «My Little Pony». Позднее в сообщениях говорилось, что фильм ознаменует начало пятого поколения франшизы, что было подтверждено 17 сентября 2020 года. 25 апреля 2018 года создательница мультсериала «Дружба — это чудо» Лорен Фауст впервые намекнула, что Hasbro работает над пятым поколением, хотя сама отрицала свою причастность к нему, . 8 октября 2020 года сообщалось, что пятое поколение, включая фильм, будет сосредоточено на новых персонажах, учитывая возможность появления персонажей из предыдущего поколения.
29 января 2021 года Эмили Томпсон, вице-президент Entertainment One по глобальному управлению брендом, заявила, что действие фильма будет происходить в том же мире, что и четвёртое поколение франшизы, но при этом оно по-прежнему будет новой историей в пятом поколении. События будут происходить спустя годы после событий четвёртого поколения. Томпсон объяснила, что это решение было принято потому, что продюсеры посчитали, что было бы «неправильно» не исследовать знания и миростроительство, созданное в четвёртом поколении.
12 февраля 2021 года стало известно, что Роберт Каллен и Хосе Уче будут режиссёрами, а Марк Фаттибене будет сорежиссёром фильма. Сесил Крамер и Питер Льюис также были объявлены продюсерами фильма. Среди исполнительных продюсеров бывшая сценаристка «Дружбы — это чудо», Меган Маккарти и президент студии Allspark Animation Стивен Дэвис.

### Актёрский состав
30 июня 2021 года Ванесса Хадженс, Кимико Гленн, Джеймс Марсден, София Карсон, Лиза Коши, Джейн Краковски, Кен Джонг, Фил Ламарр и Майкл Маккин были объявлены озвучить персонажей в фильме. Часть записи сеансов фильма пришлось делать дистанционно во время пандемии COVID-19.
В то время как актриса озвучивания Сумеречной Искорки Тара Стронг в апреле 2020 года сказала, что она не будет повторять свою роль в пятом поколении из-за повторение своей роли в мультсериале «Pony Life», но в конечном итоге она решает повторить свою роль вместе с актёрами Андреа Либман, Эшли Болл и Табита Сен-Жермен в начальном прологе фильма.

### Анимация
Анимацией фильма занималась ирландская анимационная студия Boulder Media, которая принадлежит Hasbro. В отличие от предыдущего фильма, этот фильм анимирован с помощью компьютерной 3D анимации. Тем не менее, краткое вступительное воспоминание, в котором были представлены шесть главных героинь из «Дружбы — это чудо», было сделано с традиционной анимацией в стиле мультсериала. Над фильмом работали 48 аниматоров дистанционно во время пандемии COVID-19. По словам аниматора Грэма Гралахера, создатели фильма были вдохновлены несколькими сериалами по вселенной «My Little Pony» чтобы создать антропоморфный дизайн пони.

### Музыка
Алан Шмуклер и Майкл Малер сочинили песни для фильма. 2 сентября 2021 года была выпущена песня «Glowin’ Up» в исполнении Софии Карсон и написанная Дженной Эндрюс, Брайаном Фрайзелем и Тейлор Апсал, песня была выпущена как сингл. Второй сингл «It’ s Alright» в исполнении Джонни Орландо был выпущен 17 сентября 2021 года. Оригинальный саундтрек для фильма написал Эйтор Перейра.
Вся музыка написана Эйтором Перейра.
| №                   | Название                  | Исполнитель(и)                                 | Длительность |
| ------------------- | ------------------------- | ---------------------------------------------- | ------------ |
| 1.                  | «Glowin’ Up»              | София Карсон                                   | 3:11         |
| 2.                  | «Gonna Be My Day»         | Ванесса Хадженс                                | 2:38         |
| 3.                  | «I’m Looking Out For You» | Ванесса Хадженс и Кимико Гленн                 | 2:04         |
| 4.                  | «Danger, Danger»          | Алан Шмуклер                                   | 2:11         |
| 5.                  | «Fit Right In»            | Ванесса Хадженс, Кимико Гленн и Джеймс Марсден | 2:50         |
| 6.                  | «Together»                | Кэлли Твиссельман                              | 3:15         |
| 7.                  | «It’s Alright»            | Джонни Орландо                                 | 3:13         |
| Общая длительность: | Общая длительность:       | Общая длительность:                            | 19:25        |

## Премьера
«My Little Pony: Новое поколение» вышел 24 сентября 2021 года на стриминговом сервисе Netflix. Изначально фильм планировалось выпустить в прокат в тот же день компанией Paramount Pictures, однако Entertainment One продала права на показ фильма для Netflix в феврале 2021 года из-за пандемии COVID-19. Paramount по-прежнему стал распространять фильм в кинотеатрах Китая. В Гонконге фильм распространялся компанией Intercontinental Group и вышел на экраны на китайском и английском языках 22 сентября 2021 года. В России фильм распространялся компанией Централ Партнершип и вышел в прокат 23 сентября 2021 года; ранние премьерные показы состоялись в нескольких местах 18 сентября. В Южной Корее фильм был выпущен компанией BoXoo Entertainment 22 сентября 2021 года. В Сингапуре и Тайване фильм распространялся компаниями Encore Films и GaragePlay, и вышел в кинотеатрах 24 сентября 2021 года.

## Критика и сборы
По состоянию на 20 октября 2021 года фильм собрал 1 518 084 долларов, в том числе 1 481 296 долларов в России и 36 788 долларов в Южной Корее в 1677 кинотеатрах. «Новое поколение» было показано в 1677 кинотеатрах в России и Южной Корее и собрало 726 619 долларов в первом и 16 304 долларов во вторые и первые выходные.
На сайте Rotten Tomatoes фильм имеет рейтинг одобрения 100% на основе 6-и отзывов со средней оценкой 7,5 / 10. Кортни Ховард с сайта Variety дала фильму в основном положительный отзыв. Она похвалила фильм за сохранение живого, энергичного темпа своих предшественников, сосредоточенных на дружбе, расширении прав и возможностей магии, хотя она критически отнеслась к некоторым аспектам сюжета. Беатрис Лайза с сайта The New York Times дала общий смешанный отзыв фильма, в основном критикуя переход от традиционной анимации к антропоморфным собратьям в 3D анимации»; она сравнила некоторые моменты сюжета с «Райей и последним драконом», вышедшим ранее в этом году. Но в целом, Лайза сказала, «...послание фильма о единстве и необходимости для нового поколения объединиться против дезинформации и подстрекательства толпы — это не самое худшее».
Через три дня после выхода «Новое поколение» стало вторым по популярности фильмом на Netflix и оставался в первой тройке лидеров до конца недели. В конце октября 2021 года Newsweek сообщил, что фильм стал самым просматриваемым в этом месяце на Netflix.

### Награды
| Награда           | Категория           | Номинанты и получатели          | Результат | Ист.   |
| ----------------- | ------------------- | ------------------------------- | --------- | ------ |
| Ursa Major Awards | Best Motion Picture | My Little Pony: Новое поколение | Номинация | [ 35 ] |

## Мультсериал
После того как Hasbro и Netflix отменили показ фильма в кинотеатрах позже они объявили, что мультсериал для стримингового сервиса «My Little Pony: Оставь свой след» (англ. My Little Pony: Make Your Mark) будет выпущен сразу после премьеры фильма. Он дебютирует 26 мая 2022 года с первым специальным выпуском «My Little Pony: Зажги свою искорку» , и будет разработан канадской студией Atomic Cartoons. 2D-анимационный сериал для видеохостинга YouTube под названием «My Little Pony: Расскажи свою историю» (англ. My Little Pony: Tell Your Tale) будет выпущен 7 апреля 2022 года. Премьера рождественского фильма «My Little Pony: Зимний день желаний» (англ. My Little Pony: Winter Wishday) состоялась 21 ноября.